# Катица Ћулавкова
Катица Ћулавкова (мкд. Катица Ќулавкова; Титов Велес, 21. децембар 1951) македонски је писац и академик. Објавила је преко четрдесет књига, укључујући двадесет збирки поезија. Ћулавкова је професорка на филолошком факултету у Скопљу и потпредседник међународног ПЕН центра.

## Биографија
Катица Ћулавкова рођена је у Титовом Велесу, у Народној Републици Македонија, 1951. године. Дипломирала је на универзитету у Скопљу и докторирала 1986. на универзитету у Загребу. 
Ћулавкова каријера била је усмерена на македонски песнички језик. Њено прво научно дело било је Фигуративни говор у македонској поезији, објављено 1984. Тренутно је професор теорије књижевности и херменеутике на универзитету у Скопљу.
Претходно је била председница македонског међународног ПЕН центра и била је члан македонског удружења писаца од 1978. Члан је македонске академије уметности и науке од 2003. Од 2019, такође, члан је извршног одбора међународног удружења за семиотичке студије.
Добитник је књижевних награда: Димитар Митрев (за критику и есеј о књизи Мала књижевна теорија), Веља Кутија (за теоријски систем идеја за књигу Теорија књижевности, Увод), Брака Миладиновци, Нарциса, Награда Ацо Шопов (2004, за књигу поезије Слепи угао), Млади борац и Реч ученика (за поезију). Добитник је највише државне награде за животно дело 11. октобар (2014). Добила је међународно признање за свој књижевни рад у друштву писаца Румуније (2016).
Њене песничке књиге преведене су на неколико светских језика (енглески, француски, италијански, руски, хрватски, српски, црногорски, румунски, бугарски, албански, турски, португалски итд).
На МАНУ је реализовао неколико истраживачких пројеката националног и међународног карактера, укључујући: „Појмовник теорије књижевности“, „Балканска слика света“ (са Пољском академијом наука), „Интерпретације“ – европски истраживачки пројекат, „ Методе књижевне херменеутике““, „Културне интеграције и стабилност на Балкану“ (са БАН-ом) и др. Два њена пројекта су подржана од стране Унеска.

## Радови доступни на енглеском језику
- Contemporary Macedonian Poetry, ed. Ewsald Osers (Forest, 1991)[6]
- New European Poets, eds. Wayne Miller and Kevin Prufer (Graywolf Press, 2008)[10]
- Interpretations: European Research Project for Poetics & Hermeneutics, eds. Katica Ḱulavkova and Nataša Avramovska (Macedonian Academy of Sciences and Arts, 2009)
- Six Macedonian Poets, ed. Igor Isakovski (Arc Publications, 2011)[11]